# Premio L'Italiano
El Premio L’Italiano a la Excelencia en la Italianidad es organizado por el diario L’Italiano.
Reciben este premio grandes personajes de la sociedad argentina y, desde 2019, paraguaya distinguidos en el ámbito de su actividad.

## El Comité de Selección
El comité es formado por: Gian Luigi Ferretti, fundador y director global del diario, Tullio Zembo, Marcelo Bomrad-Casanova, director y director editorial de Argentina, respectivamente y Arturo Curatola, Vicepresidente de la Cámara de Comercio Italiana en Buenos Aires. En Paraguay: Elisabetta Deavi

## Las ediciones
Quinta edición(10/04/2019)

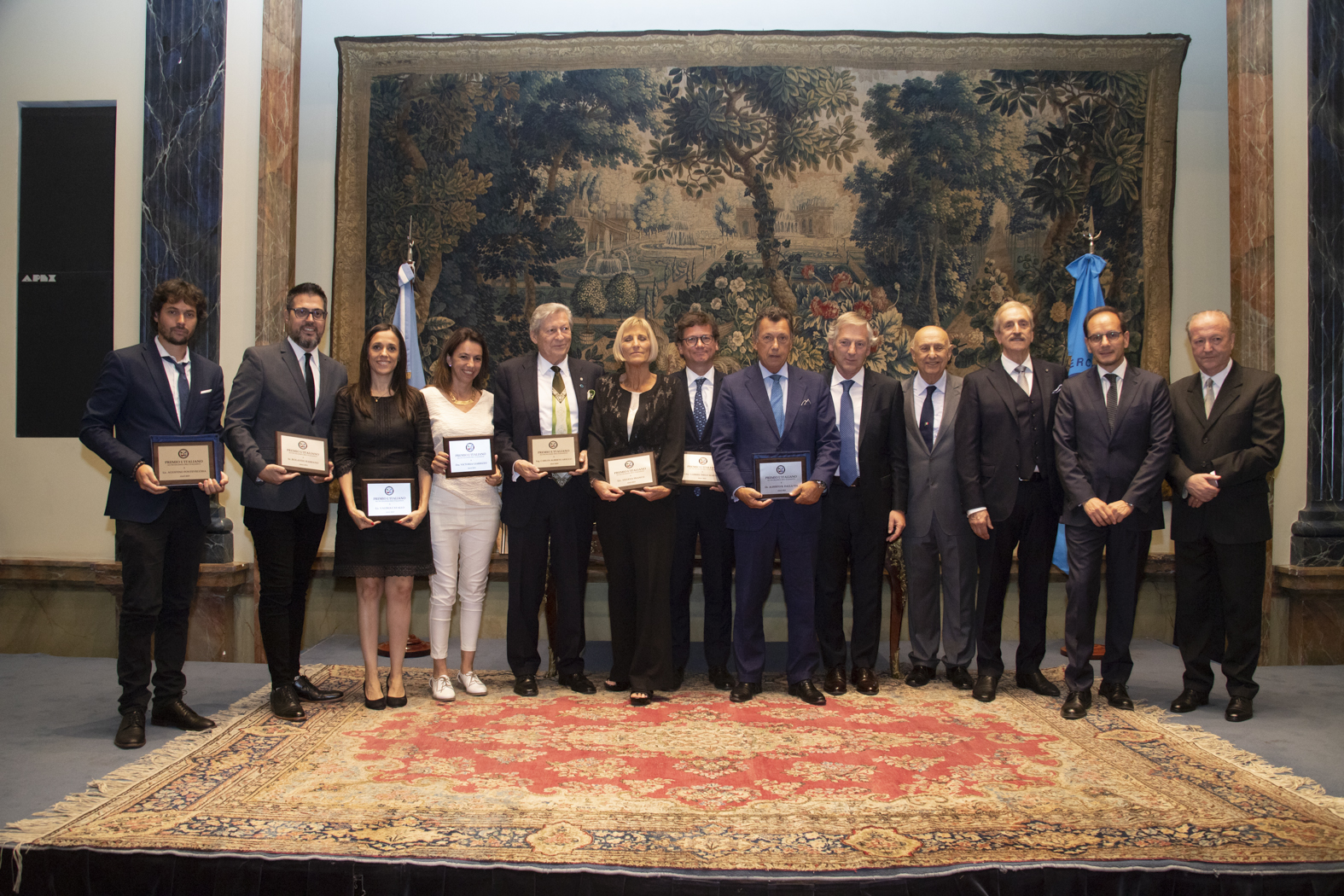
Premio L'Italiano 2019

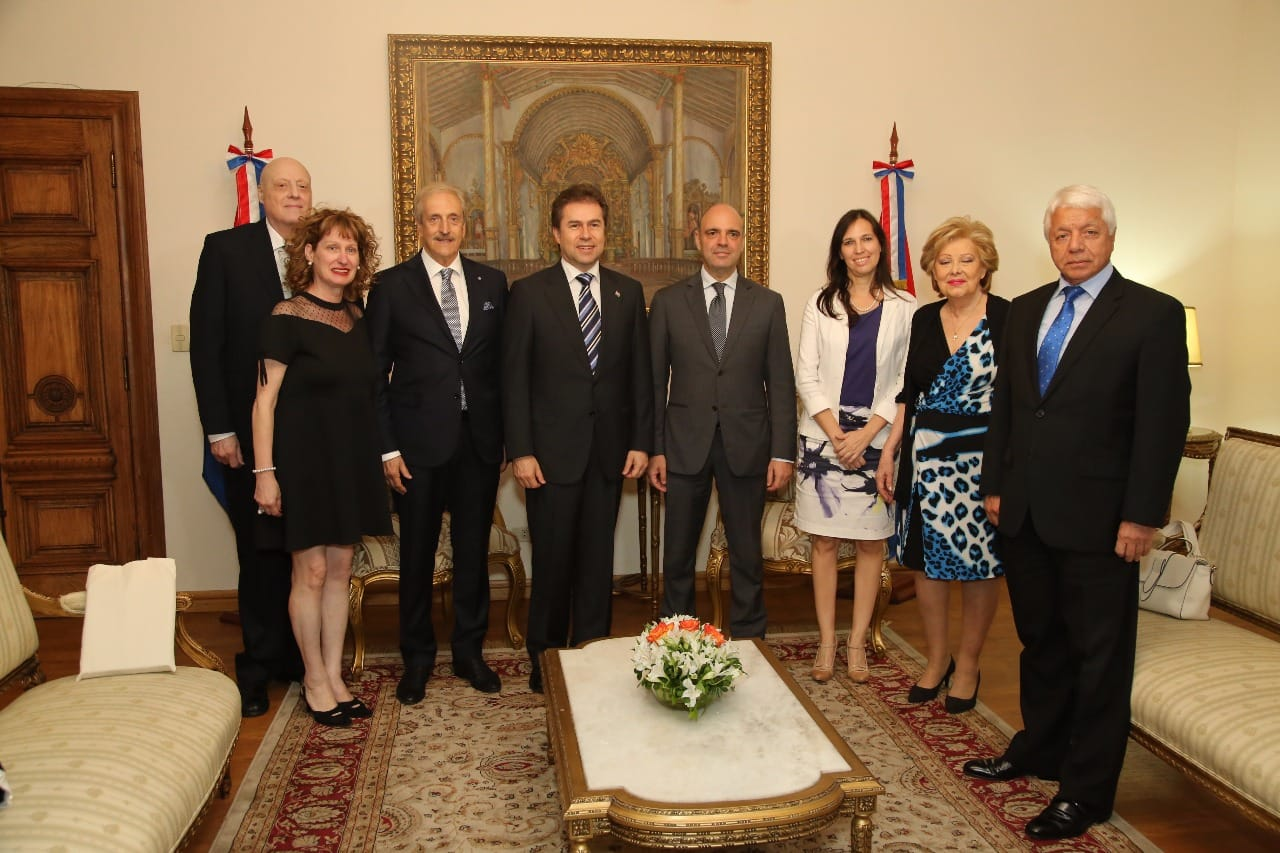
Premio L'Italiano 2019 - Asuncion

- Gabriel Diego Martino, Vicepresidente de IDEA (Instituto para el Desarrollo Empresarial de la Argentina), integra el directorio de ARGENCON, la entidad que promueve la exportación de servicios, presidente de HSBC Valores S.A., director de HSBC Latin America Holdings (UK) Limited, forma parte de la comisión directiva de la Fundación del Hospital de Clínicas, integra el consejo de administración de Junior Achievement Argentina.
- Liliana Franco, Columnista de intratables en América TV.
- Ing. Carlos Alberto Arecco, Presidente en Bolsa de Valores B. Blanca.
- Valeria Cavallo, Directora de INFOBAE.
- Rolando Barbano, Jefe de Policiales Diario Clarín. Columnista de "Lanata sin filtro", por Radio Mitre. Autor de Mujeres en Peligro - Historias de un país donde todo se permite (Planeta, 2017), y de Sangre Azul - Historia Criminal de la Policía Federal Argentina (Planeta, 2015). Coautor junto a Ricardo Canaletti de los libros Crímenes Argentinos (Editorial Planeta, 2001), El Caso Belsunce - Enemigos Intimos (Planeta, 2007), El Golpe al Banco Río - Sin Armas Ni Rencores (Planeta, 2007), El Caso Barreda - Cuatro Bultos (Planeta, 2007) y Todos Mataron - Génesis de la Triple A: el pacto siniestro entre la Federal, el Gobierno y la Muerte (Planeta, 2009).
- Marcelo Longobardi, Periodista, editor y conductor radial argentino.
- Agostino Fontevecchia, Contenidos Digitales y Multimedia - Editorial Perfil.
- Victoria Giarrizzo, Economista e investigadora de la Universidad de Buenos Aires (UBA.
- Alberto Dalla Via, Abogado por la Universidad de Buenos Aires, con dos (2) doctorados: en Derecho Constitucional (Facultad de Derecho) y en Ciencia Política (Facultad de Ciencias Sociales). - Diplomado en Derecho Constitucional y Ciencia Política en el Centro de Estudios Constitucionales de Madrid; en Derechos Humanos en la Universidad Complutense y en la Sociedad de Estudios Internacionales de España. - Profesor Titular de Derecho Constitucional en la Facultad de Derecho de la Universidad de Buenos Aires y Director de la Maestría en Magistratura de esa Facultad. - Académico de Número de la Academia Nacional de Ciencias Morales y Políticas y Miembro correspondiente de la Real Academia de Ciencias Morales y Políticas de España. - Presidente de la Asociación Argentina de Derecho Constitucional. Miembro del Instituto Iberoamericano de Derecho Constitucional y de la Academia Internacional de Derecho Comparado. - Presidente de la Cámara Nacional Electoral. - Premio “Konex” 2008, en la categoría “Jueces” de la última década; Accésit al premio Academia Nacional de Derecho y Ciencias Sociales de Buenos Aires 2002 y Premio Anual Universidad de Belgrano 2003. - Director Honorario del Instituto de Ciencia Política y Constitucional de la Sociedad Científica Argentina. - Consejero Titular del Consejo Argentino para las Relaciones Internacionales (CARI). - Autor de más de veinte libros y de más de doscientos artículos publicados en temas de Derecho Constitucional y Ciencia Política.

En Paraguay
- Luis Alberto Castiglioni Soria, Ministro de Relaciones Exteriores, fue Senador1 (2013-2018) y Líder de Bancada, Vicepresidente de la República (2003-2008), Diputado Nacional (1998-2003) y Representante ante la Convención Nacional Constituyente (1991-1992).

Cuarta edición (31/08/2016)

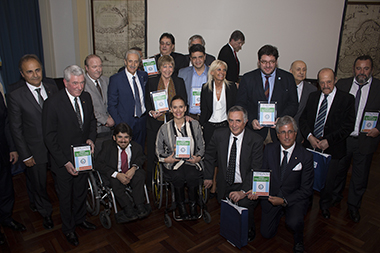
La cuarta edición

- Pablo Avelluto, Ministro de Cultura de la Nación[3]
- Julio Bárbaro, Editorialista del diario La Nación, Dirigente Político[4]
- José María Campagnoli, Fiscal de la Nación[5]
- Alberto Félix Crescenti, Director del SAME[6]
- María Cristina Galoppo, Directora del Hospital Gutiérrez[7]
- Jorge Macri, Intendente de la Municipalidad de Vicente López[8]
- Gabriela Michetti, Vicepresidente de la Nación[9]
- Juan Carlos Parodi, Cirujano Cardiovascular, Inventor[10]
- Franco Rinaldi, Politólogo, Escritor, Auditoria General de la Nación[11]
- Jorge Rizzo, Presidente Colegio Público de Abogados de la Cap. Fed.[12]
- Juan Carlos Sacco, Secretario Unión Industrial Argentina.[13]
- Claudio Savoia, Escritor, Redactor del diario Clarín[14]

Premio al Mérito de las Relaciones Italia – Argentina:
- Eugenio Gaudio, Rector de Sapienza Università di Roma[15]
- Marcello Pitella, Presidente de la Región Basilicata[16]

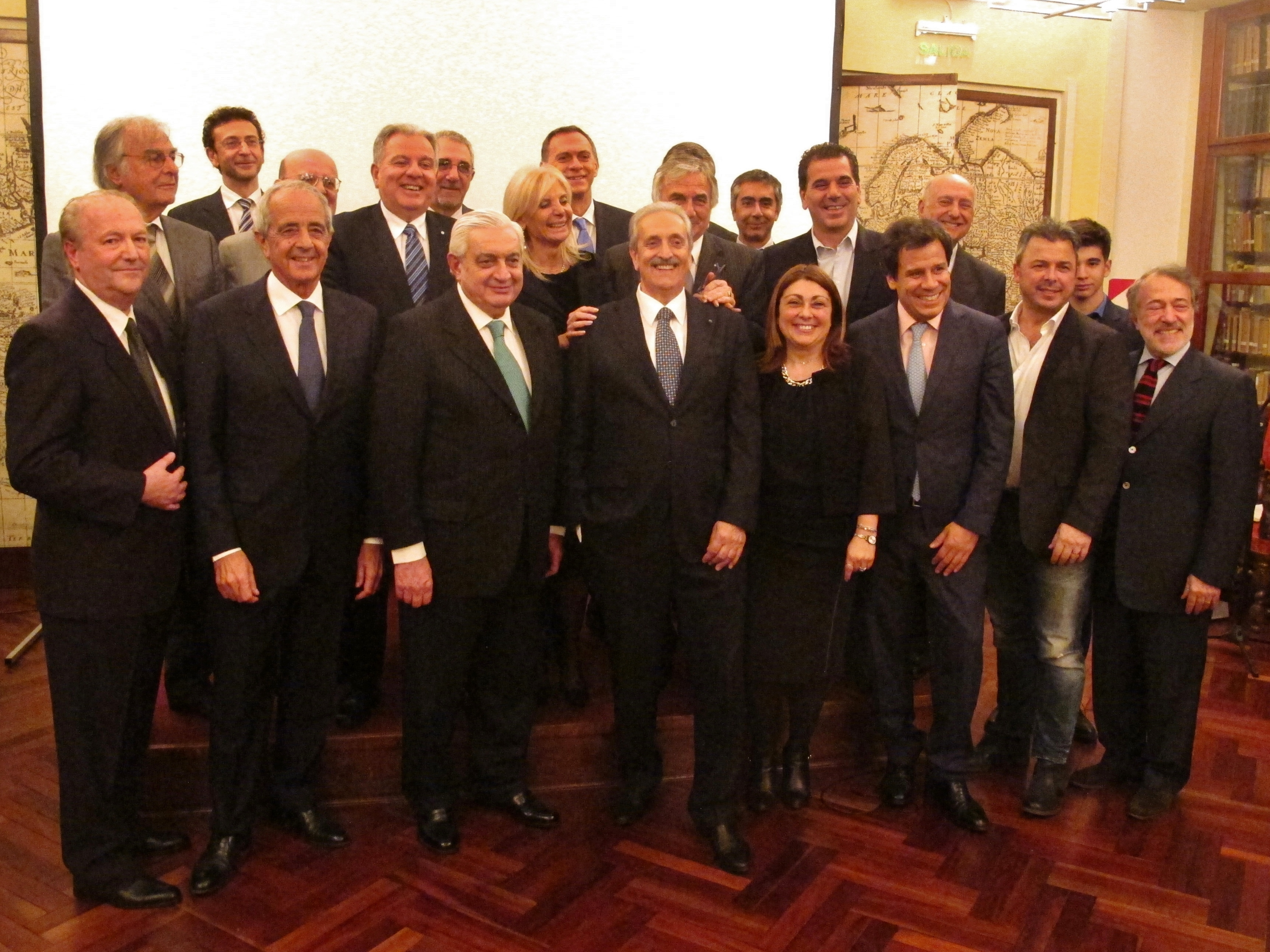
La tercera edición

RAI: La cuarta edición
Tercera edición (23/06/2015):
- Daniel Angelici,[19] Presidente del Club Atlético Boca Juniors
- Alberto Edgardo Barbieri, Rector Universidad de Buenos Aires (UBA) - Caballero al Mérito de la República Italiana
- Marcelo Alberto Bonelli, Periodista y Economista (Radio Mitre, Clarín, Canal 13)
- Ricardo Canaletti, Abogado, Periodista de opinión y Conductor en noticiero del canal TV "Todo Noticias" - Conduce el programa "Cámara del Crimen” - Periodista de opinión de "Telenoche"
- Rodolfo Raúl D'Onofrio,[20] Presidente del Club Atlético River Plate
- Donato De Santis , Chef, Conductor de TV y Escritor
- Adelmo Juan José Gabbi, Presidente de la Bolsa de Comercio de Buenos Aires, de la Fundación de la B.C.B.A., del Mercado Electrónico de Gas S.A. (MEGSA), del Establecimiento MARIPA S.A. y Inmosur S.A.
- Facundo Manes, Néurologo, Periodista y Escritor - Fundador del Instituto de Neurología Cognitiva (INECO) y del Instituto de Neurociencias de la Universidad Favaloro
- Mario Morando, Economista - Presidente de la Fundación del Banco Ciudad
- Gabriel Oliveri, Director del Hotel Four Seasons
- Cristian Adrián Ritondo, Vicepresidente 1º de la Legislatura de la Ciudad Autónoma de Buenos Aires - Presidente del Bloque de Legisladores del Pro - Presidente Comisión Obras y Servicios Públicos - Presidente de la Comisión Mixta de Seguimiento de Obras y Licitaciones de Subterráneos
- Juan Boris Aldo Scalesciani, Propietario del Hotel Palacio Duhau, Monumento histórico, Sede de una Colección de Arte Contemporánea
- Claudio Zin, Médico y Periodista de Opinión radio televisivo - Exministro de la Salud de la Provincia di Buenos Aires - Senador de la República italiana elegido en Sud América - Caballero al Mérito de la República Italiana

Premio al Mérito de las Relaciones Italia – Argentina:
- Donatella Strangio, Profesora de la Universidad de la Sapienza (Roma) y escritora, Experta en Emigración Italiana en la Argentina

Segunda edición (2/9/2014): 

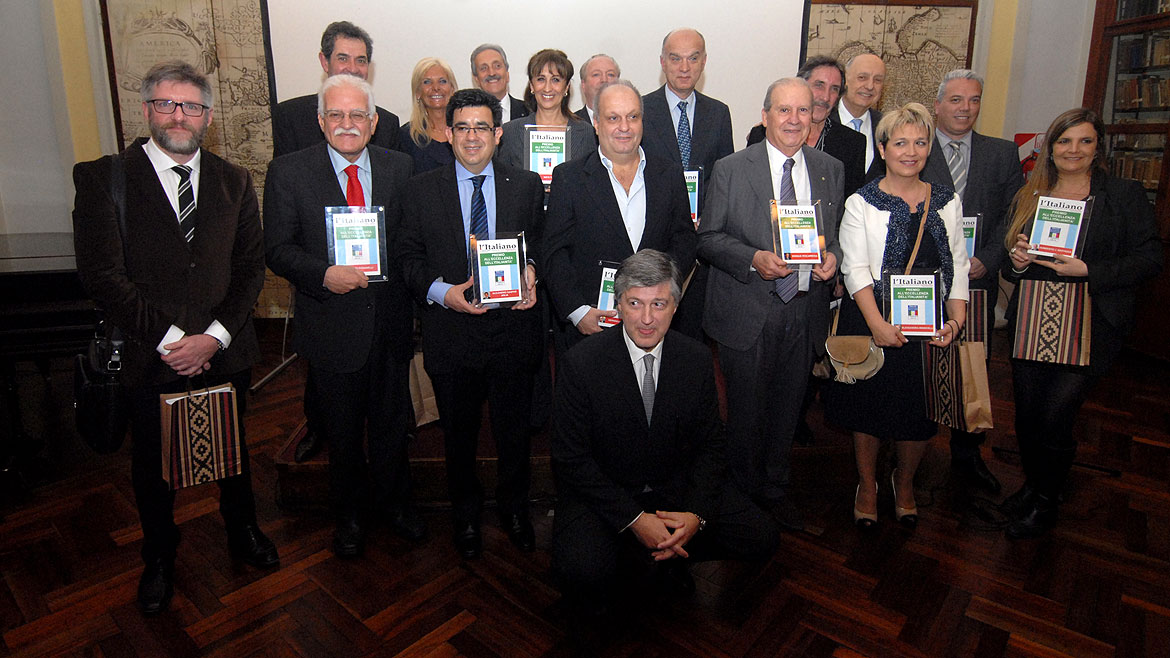
La segunda edición

- Alejandro Gaspar Arlía, ministro de Infraestructura bonaerense;
- Humberto J. Bertazza, Presidente del Consejo Profesional de Ciencias Económicas de la Ciudad de Buenos Aires;
- Guillermo Francella, actor de la televisión, cinematográfico y teatral. Protagonista de la pelicvula argentina El Secreto de sus ojos, galardonada como mejor película de habla no inglesa en los Premios Óscar 2010;
- Hernán Lombardi, ministro de Cultura porteño;
- Arnaldo Gometz, Director Comercial de Bodega Catena Zapata;
- Néstor Grindetti, ministro de Economía porteño;
- Alessandra Minnicelli; abogada, presidenta de FONRES S.A. y presidenta de la Fundación Observatorio de la Responsabilidad Social (FORS)
- Luis Novaresio, abogado y periodista de radio y televisión;
- Aldo Pignanelli, economista y expresidente del Banco Central de la República Argentina;
- Enrique Pescarmona, Presidente y Director Ejecutivo del holding IMPSA;
- Florencio Randazzo, Ministro del Interior y Transporte del Gobierno Nacional;
- Mirta Tundis, diputada nacional.

Primera edición (8/12/2013)

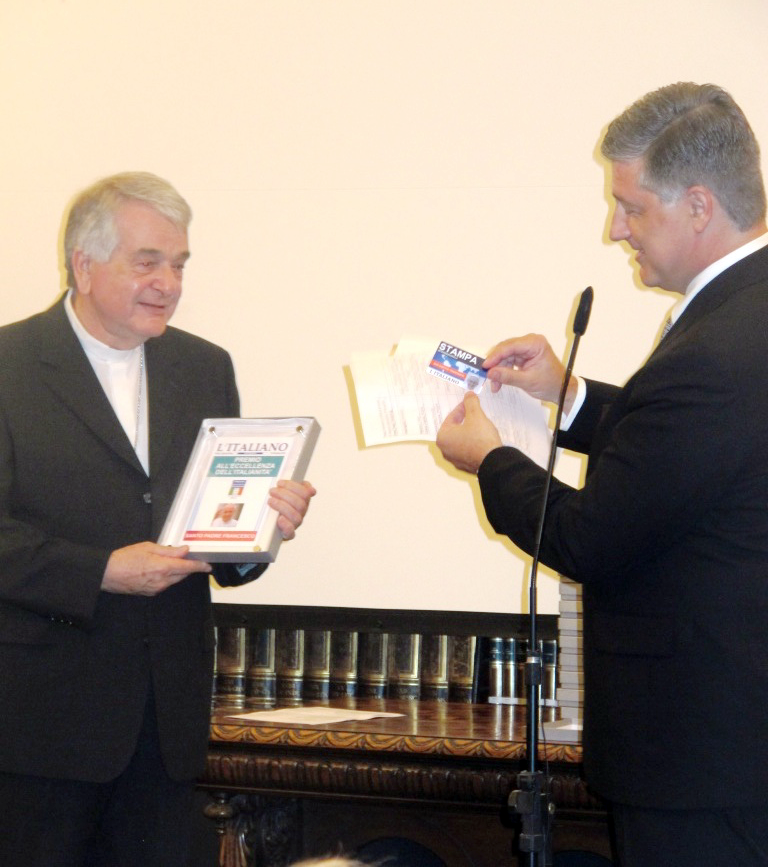
El director editorial de L’Italiano, Marcelo Bomrad Casanova le entrega el premio del Papa Francisco al Nuncio Apostólico en Argentina, Mons. Emil Paul Tscherrig

- El Nuncio Apostólico en Argentina Monsenor Emil Paul Tscherrig en nombre de SS Papa Francisco;
- Francesca Ambrogetti, autora del libro “El Jesuita” una de las más completas biografías del Papa;
- Fabio Bartucci, oftalmólogo;
- Nicolás Catena Zapata, proprietario della bodega Catena Zapata;
- Eduardo Costantini, empresario y filántropo;
- Mariano Cúneo-Libarona, uno de los abogados penalistas más importante de Argentina;
- Carlota D’Adamo, dirigente di Emirates Airlines Argentina;
- Ricardo Echegaray, director de AFIP;
- Pedro Ferraina, cirujano gástrico y professor universitario;
- Gustavo Marangoni, presidente del Banco Provincia de Buenos Aires;
- Oscar Marvasio, presidente Radio Catena Eco;
- Luigi Pallaro, empresario y presidente de la Cámara de Comercio Italiana en Buenos Aires;
- Eduardo Serenellini, pereiodista radio-televisivo;
- Cristiano Rattazzi, presidente Fiat Argentina;
- los hermanos Eduardo Santarelli y Juan Santarelli, porpietarios de la empresa farmacéutica Arcano;
- Pietro Sorba, escritor y periodista enogastronomico;
- Marcelo Tinelli, conductor televisivo y vicepresidente del Club San Lorenzo de Almagro.